# Mirotice
Mirotice è una città della Repubblica Ceca facente parte del distretto di Písek, in Boemia Meridionale.